# René Kriwak
René Kriwak (30 april 1999) is een Oostenrijks voetballer die als aanvaller speelt voor FC Dordrecht.

## Carrière
Kriwak begon zijn profcarrière bij FC Admira Wacker, maar wist niet door te dringen tot het eerste elftal. Vervolgens ging hij naar SV Stripfing, dat uitkwam op het vierde niveau en naar FC Marchfeld, dat uitkwam in de Regionalliga. Voor Marchfeld scoorde hij 12 keer in 25 wedstrijden.
In 2021 tekende Kriwak zijn eerste profcontract, bij Wiener SC, dat ook uitkwam in de Regionalliga. Na een jaar maakte hij de overstap naar het grote Rapid Wien, uitkomend in de Oostenrijkse Bundesliga, het hoogste niveau. Hier speelde hij ook vooral voor de beloftes, maar speelde 6 wedstrijden voor het eerste. Naast een paar wedstrijden in de competitie en de beker, mocht Kriwak ook uitkomen in de kwalificatiewedstrijden voor de UEFA Conference League, tegen Lechia Gdańsk en Neftçi PFC. Na deze wedstrijden werd Kriwak uitgeleend door Rapid aan TSV Hartberg, ook uitkomend in de Bundesliga. Hij kwam in vrijwel alle wedstrijden in actie voor Hartberg, en scoorde twee keer: tegen Austria Klagenfurt en LASK. 
Medio 2023 maakte Kriwak de overstap naar de Keuken Kampioen Divisie, bij FC Dordrecht. Hij maakte zijn debuut tegen FC Lisse in de KNVB Beker, waar hij meteen een hattrick maakte (3-1). In de competitie werd hij ook meteen een vaste basiswaarde, en scoorde nog 10 keer voor de ploeg. Sinds maart 2024 kampt Kriwak met een gescheurde kruisband, waardoor hij lang uit de roulatie is.

## Statistieken
| Seizoen | Club                | Competitie     | Competitie | Competitie | Beker | Beker | Overig | Overig | Totaal | Totaal |
| Seizoen | Club                | Competitie     | Wed.       | Dlp.       | Wed.  | Dlp.  | Dlp.   | Dlp.   | Wed.   | Dlp.   |
| ------- | ------------------- | -------------- | ---------- | ---------- | ----- | ----- | ------ | ------ | ------ | ------ |
| 2017/18 | FC Admira Wacker II | Regionalliga   | 24         | 6          | 0     | 0     | 0      | 0      | 24     | 6      |
| 2018/19 | FC Admira Wacker II | Regionalliga   | 9          | 0          | 0     | 0     | 0      | 0      | 9      | 0      |
| 2019/20 | SV Stripfing        | Landesliga     | 1          | 0          | 0     | 0     | 0      | 0      | 1      | 0      |
| 2019/20 | FC Marchfeld        | Regionalliga   | 17         | 9          | 2     | 0     | 0      | 0      | 19     | 9      |
| 2020/21 | FC Marchfeld        | Regionalliga   | 8          | 3          | 1     | 0     | 0      | 0      | 9      | 3      |
| 2021/22 | Wiener SC           | Regionalliga   | 13         | 11         | 1     | 0     | 0      | 0      | 14     | 11     |
| 2021/22 | FK Austria Wien II  | 2. Liga        | 13         | 8          | 0     | 0     | 0      | 0      | 13     | 8      |
| 2022/23 | FK Austria Wien II  | 2. Liga        | 2          | 0          | 0     | 0     | 0      | 0      | 2      | 0      |
| 2022/23 | FK Austria Wien     | Bundesliga     | 3          | 0          | 1     | 0     | 2      | 0      | 6      | 0      |
| 2022/23 | → TSV Hartberg      | Bundesliga     | 24         | 2          | 0     | 0     | 0      | 0      | 24     | 2      |
| 2023/24 | FC Dordrecht        | Eerste divisie | 31         | 10         | 2     | 3     | 0      | 0      | 33     | 13     |
| 2024/25 | FC Dordrecht        | Eerste divisie | 0          | 0          | 0     | 0     | 0      | 0      | 0      | 0      |
| Totaal  |                     |                | 144        | 49         | 7     | 3     | 2      | 0      | 153    | 52     |

Bijgewerkt op 17 maart 2025.